# Hans von Dach
Hans von Dach (1926-2002) fue un teórico militar suizo. Fue el autor del influyente manual de guerra de guerrillas de siete volúmenes Resistencia total (Der totale Widerstand: Eine Kleinkriegsanleitung für Jedermann) publicado en 1957, que lo convirtió en el teórico táctico suizo más conocido internacionalmente.

## Biografía
Von Dach, bernés, estuvo empleado de 1970 a 1980 en la división de formación del Departamento de Defensa de Suiza. Su énfasis en la guerra irregular de base amplia no fue compartido por los líderes superiores del Ejército, quienes prefirieron centrar los esfuerzos de defensa de la Guerra Fría de Suiza en tácticas y equipos de armas combinadas convencionales. En consecuencia, sus puntos de vista no influyeron en la estrategia del ejército.
A pesar de la gran cantidad de lectores que tuvo su Resistencia total, von Dach no fue ascendido más allá del rango relativamente menor de mayor que alcanzó en 1963, 25 años antes de su retiro en 1988. Esto puede haberse debido a que el Ejército quisiera deslindarse de la responsabilidad por sus escritos, que fueron criticados por defender una conducta que violaba las leyes de la guerra. En 1974, el jefe del Estado Mayor vetó la publicación de Resistencia total, entonces muy popular entre los oficiales, como manual del ejército, en parte debido a estas preocupaciones. Von Dach las desestimó, creyendo que la Unión Soviética, a la que consideraba la fuerza de ocupación más probable durante la Guerra Fría, no tendría en cuenta la legalidad de la guerra en ningún caso. Disfrutó del apoyo tácito de sus superiores militares para su trabajo como autor, porque se consideró que la amenaza implícita de un esfuerzo sostenido de guerra de guerrillas defensiva representada en sus escritos contribuía a la estrategia general de defensa suiza de disuasión.
Además de Resistencia total, von Dach es autor de más de cien publicaciones sobre tácticas, incluidos manuales del ejército, artículos de revistas de defensa y libros, como Gefechtstechnik (Técnica de combate, varias ediciones de 1958 a 1957), Kampfbeispiele (Ejemplos de combate, 1977) y Kampfverfahren der Verteidigung (Técnicas de combate defensivo, 1959). Fue además un dibujante talentoso e ilustró muchas de sus propias obras.
En su vida privada, von Dach se dedicó al trabajo social para las personas sin hogar como miembro del Ejército de Salvación.

## Publicaciones
- Total Resistance: Swiss Army Guide to Guerrilla Warfare and Underground Operations. Boulder, Colorado: Paladin Press, 1965.